# Cens
Cens is een dorpje in de Belgische provincie Luxemburg. Het ligt in Erneuville, een deelgemeente van Tenneville. Cens ligt twee kilometer ten zuidoosten van het dorpscentrum van Erneuville.

## Geschiedenis
De gemeente Cens werd in 1811 opgeheven bij keizerlijk decreet en bij Erneuville ondergebracht. In 1977 werd Erneuville een deelgemeente van Tenneville.

## Bezienswaardigheden
- de Eglise Notre-Dame

Deelgemeenten: Champlon · Erneuville · Tenneville

Overige dorpen: Baconfoy · Beaulieu · Belle-Vue · Berguème · Cens · Grainchamps · Journal · Laneuville-au-Bois · Mochamps · Ortheuville · Prelle · Ramont · Tresfontaines · Wembay · Wyompont 

Belgische gemeenten · Arrondissement Marche-en-Famenne · Luxemburg · Wallonië